# Вихнин, Залман Давидович
Залман Давидович Вихнин (1909—1943) — участник Великой Отечественной войны, агитатор 288-го стрелкового полка 181-й стрелковой дивизии 13-й армии Центрального фронта,
Герой Советского Союза, капитан.

## Биография
Родился в июне 1909 года в деревне Щедрин (ныне — Жлобинского района Гомельской области) в семье служащего. Еврей. Член ВКП(б)/КПСС с 1938 года. Окончил неполную среднюю школу.
В 1939 году призван в ряды Красной Армии. Участвовал в походе советских войск в Западную Белоруссию в 1939 году. В боях Великой Отечественной войны с февраля 1943 года. Воевал на Центральном фронте.
Начал боевой путь от Сталинграда. После Сталинграда была Курская дуга, а затем, в сентябре 1943 года, предстояло освобождать областной центр на Украине — Чернигов. После освобождения населённых пунктов Анисов и Колычовка, расположенных вблизи Чернигова, полк, форсировав Десну, должен был штурмом овладеть юго-западной стороной города.
В тот напряжённый момент агитатор З. Д. Вихнин был среди бойцов подразделений днём и ночью. Он рассказывал о мужестве и героизме солдат и офицеров полка, о массовых злодеяниях гитлеровцев в Чернигове, направлял внимание слушателей на выполнение главной задачи — на победу в предстоящем бою.
В ночь на 21 сентября 1943 года после форсирования Десны капитан З. Д. Вихнин с подразделениями 3-го батальона участвовал в штурме юго-западной окраины города — предместья Подусовки — и первым с группой бойцов ворвался на одну из улиц города. После Чернигова бойцам предстояло форсировать Днепр.
Капитан З. Д. Вихнин расположился с группой десантников в прибрежном лесу, изучая подходы к правому берегу, на который им нужно было переправиться ночью.
На рассвете 26 сентября 1943 года, когда был подан сигнал отчаливать от берега, он первым сел в лодку. Десантники неслышно пристали к берегу и тут же заняли позиции под обрывом. Оглядевшись, стали искать наиболее пологий подъём наверх — к линии обороны гитлеровцев. Наконец нашли и приготовились, ожидая команды. По безмолвному сигналу капитана бойцы рванулись к траншее врага. Ничего не подозревавшие гитлеровцы мгновенно были перебиты.
Затем капитан З. Д. Вихнин повёл группу вглубь, чтобы расширить плацдарм. Совсем рядом находилось село Берёзки Брагинского района Гомельской области. За ним другое село — Новая Иолча. Если удастся взять оба села, то задача будет решена полностью, и через Днепр смогут переправиться все другие подразделения полка.
В Берёзках противник попытался оказать сопротивление. Завязалась горячая схватка. Но вскоре враг, не выдержав напора и решительности десантников, отступил к Новой Иолче. К рассвету и Новая Иолча была очищена от гитлеровцев. Но это бойцы группы капитана З. Д. Вихнина сделали уже без своего командира.
Капитан Залман Давидович Вихнин погиб в бою при штурме Новой Иолчи. Когда Днепр форсировали основные силы полка, а затем и дивизии, проложившие им путь десантники переправили тело командира обратно и похоронили его братской могиле в сквере в Чернигове.

## Награды
Указом Президиума Верховного Совета СССР от 16 октября 1943 года за мужество и героизм, проявленные при форсировании Днепра и удержании плацдарма на его правом берегу, капитану Залману Давидовичу Вихнину посмертно присвоено звание Героя Советского Союза. Награждён орденом Ленина.

## Память
Именем З. Д. Вихнина названа улица в родной деревне Щедрин . А также улица в Чернигове (район Лесковици). На этой улице установлена мемориальная доска.
В школе деревни Щедрин в честь З. Д. Вихнина установлена памятная информационная доска.
В Бобруйске в честь З. Д. Вихнина установлена стела на Аллее Героев, в Светлогорске — мемориальная доска.
Имя З. Д. Вихнина на Аллее Героев в Жлобине.